# Robert W. MacGregor
Robert W. MacGregor (1870 - 1939 ) fue un botánico inglés, que desarrolló extensas investigaciones florísticas en India.
- La abreviatura «R.W.MacGregor» se emplea para indicar a Robert W. MacGregor como autoridad en la descripción y clasificación científica de los vegetales.[1]